# Pedro Sevilla
Pedro Sevilla Gómez (Arcos de la Frontera, Cádiz, 31 de enero de 1959) es un poeta y novelista español. 

## Biografía
Nació en Arcos de la Frontera (Cádiz) el 31 de enero de 1959 y estudió en el Colegio de La Salle, Fundación Moreno-Bachiller. 
Funda en su localidad, junto a los poetas Josefa Caro, José Luis Morante, María Jesús Ortega y Juan Luis Vega, entre otros, y bajo el magisterio de Cristóbal Romero, el grupo "Calima", con tertulia y revista propias, que también será llamado "grupo de Arcos". 
En 1989, Francisco Bejarano, en su colección de cuadernos La Poesía más joven, publica por primera vez poemas suyos y, al año siguiente, aparece su primer libro, Y era la lluvia, amor, esta vez en la sevillana colección Barro.
También es de 1990 Diez de Julio. Antología y estudio de la obra de Julio Mariscal Montes, en torno a la figura de un poeta sobre el que ha declarado su admiración con frecuencia y reconocido su influencia.
Su propia obra empieza a aparecer entonces regularmente. En 1992, Septiembre negro en Renacimiento; en 1994, Sendero luminoso en «Cuadernos de la Moderna», colección dirigida por José Mateos; y en 1995, La luz con el tiempo dentro, que consigue un accésit del Premio Internacional de Poesía Rafael Alberti y es publicado al año siguiente de nuevo por Renacimiento, ya convertida en su "editorial de cabecera".
En 2000, y según confiesa, a raíz de la muerte de su hermano, escribe su primera novela titulada Extensión 114, en la que trata el tema del SIDA. Y poco después, en 2002, la segunda, 1977, que narra la transición política española vivida por un adolescente, ambas en Quórum.
También en 2002 regresa a la poesía con su nuevo libro Tierra leve.
En 2003, se presenta como candidato a la alcaldía de Arcos en las listas de Izquierda Unida y aunque no resulta elegido, es nombrado delegado de Cultura del Ayuntamiento, cargo que abandona antes de un año.
Sigue un largo silencio editorial que sólo rompe, en 2009, la publicación de Todo es para siempre, una cuidada antología de su poesía de cuya selección y prólogo se ocupa el poeta Enrique García-Máiquez, y que incluye obras procedentes de Septiembre negro, La luz con el tiempo dentro y Tierra leve, además de diez inéditos agrupados bajo el título Aún hay sol en las bardas.
En 2012 presenta La fuente y la muerte (Memorias), autobiografía novelada confesa que es a la vez historia de las últimas cinco décadas en Arcos de la Frontera, y que aparece en la colección Libros de la Memoria de Renacimiento. Realizada bajo la supervisión de José Mateos, poeta y ensayista jerezano del que se considera discípulo, su redacción le ocupa varios años.
En 2014 aparece su tercera novela Los relojes nublados, en la que de nuevo repasa la historia de España desde la muerte de Franco, esta vez a través de los recuerdos de un alcohólico. 
Es columnista de prensa y ha colaborado regularmente con el suplemento Citas de Diario de Jerez, el semanario local Arcos Información y otros medios. Parte de su obra ha sido traducida al portugués y figura en distintas antologías.

## Obra

### Poesía
- Y era la lluvia, amor (Barro, 1990)
- Septiembre negro (Renacimiento, 1992)
- Sendero luminoso («Cuadernos de la Moderna», 1994)
- La luz con el tiempo dentro (Renacimiento, 1996)
- Tierra leve (Renacimiento, 2003)
- Todo es para siempre, antología (Renacimiento, 2009)

### Novela
- Extensión 114 (Quórum Libros, 2000)
- 1977 (Quórum Libros, 2002)
- Los relojes nublados (Espuela de Plata, 2014)

### Memorias
- La fuente y la muerte (Renacimiento, 2011)

### Como antólogo
- Diez de Julio. Antología y estudio de la obra de Julio Mariscal Montes (Ayuntamiento de Arcos de la Frontera, 1990)